# Derolus discicollis
Derolus discicollis es una especie de escarabajo longicornio del género Derolus, tribu Cerambycini, subfamilia Cerambycinae. Fue descrita científicamente por Gahan en 1906.

## Descripción
Mide 18 milímetros de longitud.

## Distribución
Se distribuye por India y Pakistán.